# József Kovács (athlétisme, 1911)
Dans le nom hongrois Kovács József, le nom de famille précède le prénom, mais cet article utilise l’ordre habituel en français József Kovács, où le prénom précède le nom.
Pour les articles homonymes, voir József Kovács et Kovács.
József Kovács (né le 14 mars 1911 à Budapest en Autriche-Hongrie et décédé le 18 août 1990 à Budapest en Hongrie également) est un athlète hongrois polyvalent spécialiste du sprint et des haies. Licencié au BBTE de sa ville natale, Budapest, il mesurait 1,84 m pour 75 kg.

## Carrière

### Palmarès
| Date | Compétition           | Lieu   | Résultat | Épreuve          | Performance  |
| ---- | --------------------- | ------ | -------- | ---------------- | ------------ |
| 1934 | Championnats d'Europe | Turin  | 4e       | 200 mètres       | 21 s 7       |
| 1934 | Championnats d'Europe | Turin  | 1er      | 110 mètres haies | 14 s 8       |
| 1934 | Championnats d'Europe | Turin  | 2e       | 4 × 100 m        | 41 s 4       |
| 1936 | Jeux olympiques d'été | Berlin | 6e       | 4 × 400 m        | 3 min 14 s 8 |
| 1938 | Championnats d'Europe | Paris  | 2e       | 400 mètres haies | 53 s 3       |

### Records
| Épreuve          | Performance | Lieu  | Date |
| ---------------- | ----------- | ----- | ---- |
| 100 mètres       | 10 s 5      |       | 1934 |
| 200 mètres       | 21 s 0      |       | 1933 |
| 400 mètres       | 47 s 7      |       | 1934 |
| 110 mètres haies | 14 s 8      | Turin | 1934 |
| 400 mètres haies | 52 s 9      |       | 1936 |